# مارینا زناک
مارینا زناک (بلاروسی: Марина Николаевна Знак-Синельщикова؛ ۱۷ مهٔ ۱۹۶۱ – ) قایقران روئینگ اهل اتحاد جماهیر شوروی سوسیالیستی بود.
وی در مسابقات کشوری و بین‌المللی در مجموع برندهٔ ۴ مدال طلا، ۱ مدال نقره، ۲ مدال برنز شده‌است.